# Erdősov broj
Erdősov broj, nazvan u čast mađarskog matematičara Paula Erdősa, jednog od najplodnijih autora matematičkih radova, način je opisivanja "surađivačke udaljenosti" u odnosu na matematičke radove, između autora i Erdősa. Erdős se izgovara kao IPA: [ɛrdøːʃ].

## Definicija
Kako bi mu bio dodijeljen Erdősov broj, autor mora napisati matematički rad u suradnji s autorom koji ima konačan Erdősov broj. Paul Erdős ima Erdősov broj nula. Ako je najniži Erdősov broj suradnika X, tada je Erdősov broj autora X + 1.
Erdős je napisao oko 1500 matematičkih članaka tokom života, uglavnom u suradnji s drugima. Imao je 509 izravnih suradnika - to su ljudi s Erdősovim brojem 1. Ljudi koji su surađivali s njima (ali ne i sa samim Erdősom) imaju Erdősov broj 2 (6 984 čovjeka); oni koji su surađivali s ljudima koji imaju Erdősov broj 2 (ali ne i s Erdősom ili bilo kime tko ima Erdősov broj 1) imaju Erdősov broj 3, i tako dalje. Osoba koja ne sudjeluje ni u jednom takvom lancu suradništva koje ga povezuje s Erdősom ima nedefiniran (ili beskonačan) Erdősov broj. Dakako da ima prostora za dvojakost između interpretacije koja stvara vezu između dvaju autora - web stranica Erdős Number Project veli "Naš kriterij za uključivanje brida između vrhova u i v je neka istraživačka suradnja koja je oplođena objavljenim radom. Bilo koji broj dodatnih suradnika je dozvoljen," s tim da ne uključuju neistraživačke publikacije kao što su elementarni udžbenici, zajedničko uređivanje knjiga, osmrtnice i sl.
Erdősov broj je najvjerojatnije prvi definirao Casper Goffman, analitičar čiji je Erdősov broj 1. Goffman je objavio svoja promatranja o Erdősovoj plodonosnoj suradnji u članku iz 1969. naslovljenom "And what is your Erdős number?"

## Utjecaj
Erdősovi brojevi su već dugo dio svjetskog matematičkog folklora. Između svih aktivnih matematičara na prijelazu tisućljeća koji imaju konačan Erdősov broj, brojevi su išli sve do 15, medijan je bio 5, a prosječan Erdősov broj je 4.65 (kako to navodi Erdős Number Project) - i gotovo svi s konačnim Erdősovim brojem imaju broj manji od 8. Zbog vrlo visoke stope inderdisciplinarne suradnje u suvremenoj znanosti, velik broj nematematičara u mnogim drugim znanstvenim disciplinama imaju konačne Erdősove brojeve. U biomedicinskim istraživanjima, na primjer, uobičajeno je da su statističari autori publikacija, a mnogi su statističari vezani s Erdősom preko Johna Tukeyja. Slično, istaknuti genetičar Eric Lander i matematičar Daneil Kleitman su surađivali na zajedničkim radovima  , a jer Kleitman ima Erdősov broj 1 , velik dio zajednice iz genetike i genomike može biti povezan preko Landera i njegovih brojnih suradnika. Prema Alexu Lopez-Ortizu, svi dobitnici Fieldsove medalje i Nevanlinna nagrade u tri ciklusa između 1986. i 1994. imaju Erdősov broj najviše 9.
Jerry Grossman, Marc Lipman, i Eddie Cheng su promatrali neka pitanja u čistoj teoriji grafova, motivirana ovakvim grafovima suradnje.
Tompa je predložio verziju problema Erdősovog broja preko usmjerenog grafa, leksikografskim (abecednim) orijentiranjem bridova grafa suradnje po autorima i definiranjem monotonog Erdősovog broja autora kao duljinu najdulje staze (engl. path) između Erdősa i autora u ovom usmjerenom grafu. On pronalazi 12 kao duljinu staze ovog tipa.
Također, Michael Barr predlaže "racionalne Erdősove brojeve", poopćujući ideju da bi osobi koja je napisala p zajedničkih radova s Erdősom trebao biti dodijeljen Erdősov broj 1/p. Iz multigrafa suradnje druge vrste (iako on ima način na koji barata sa slučajem multigrafa prve vrste) - za svaki brid između matematičara za svaki zajednički objavljeni rad - oblikuj električnu mrežu s jednoomskim otpornikom na svakom bridu. Ukupni otpor između dvaju čvorova govori koliko su ti čvorovi "blizu".
Rani su matematičari objavljivali znatno manje radova od suvremenih, i vrlo rijetko su objavljivali zajedničke radove. Najranija osoba za koju se zna da ima konačan pozitivan Erdősov broj je ili Richard Dedekind (rođen 1831., Erdősov broj 7) ili Georg Frobenius (rođen 1849., Erdősov broj 3), ovisno o standardu podobnosti publikacije. Izgleda da starije povijesne osobe kao što je Leonhard Euler nemaju konačne Erdősove brojeve.

## Izvan matematike
Baconov broj (kao u igri Six Degrees of Kevin Bacon) je primjena iste ideje u filmskoj industriji, povezujući glumce koji su se pojavili u filmu s glumcem Kevinom Baconom. Mali broj ljudi je povezan i s Erdősom i s Baconom, te stoga imaju konačan Erdős-Baconov broj.
20. travnja. 2004. Bill Tozier, istraživač s Erdősovim brojem 4, je ponudio suradnju za dobivanje Erdősovog broja 5 u aukciji na eBayu. Konačna ponuda je bila 1 031 $, iako izgleda da najveći ponuđač nije imao namjeru platiti [neaktivna poveznica]. Pobjednik (koji je već imao Erdősov broj 3) je cijelu aukciju smatrao "sprdnjom", i rekao je da se "papiri moraju zaraditi i zaslužiti, ne prodati, staviti na dražbu ili kupiti".
Druga eBay držaba je ponudila Erdősov broj 2 za prospektni rad koji će biti podnesen za publikaciju u časopis Chance, Američke statističke udruge, o umješnosti u natjecanjima World Series of Poker i World Poker Tour. Licitacija je zatvorena 22. srpnja 2004. s pobjedničkom ponudom od 127.50 $. Ovo je vrijedno isticanja jer, s iznimkom od nekoliko zajednički napisanih članaka koji su postumno objavljeni, 2 je najniži broj koji se danas može doseći.
U šali se kaže da slavni američki igrač bejzbola Hank Aaron ima Erdősov broj 1, pošto je skupa s Erdősom stavio autogram na bejzbol lopticu kad im je Sveučilište Emory obojici dalo počasne titule istog dana.

## Daljnje čitanje
- "And What Is Your Erdös Number?", Casper Goffman, American Mathematical Monthly, Vol. 76, No. 7 (kolovoz-rujan 1969.), str. 791.
- "Famous Trails to Paul Erdös", Rodrigo De Castro i Jerrold W. Grossman, The Mathematical Intelligencer, Vol. 21, No. 3 (Ljeto 1999.), str. 51-63.

## Vanjske poveznice
- Jerry Grossman, The Erdös Number Project. Sadrži statistike i potpun popis svih matematičara s Erdősovim brojem manjim ili jednakim 2.
- "On a Portion of the Well-Known Collaboration Graph", Jerrold W. Grossman i Patrick D. F. Ion.
- "Some Analyses of Erdös Collaboration Graph"  Arhivirana inačica izvorne stranice od 16. ožujka 2006. (Wayback Machine), Vladimir Batagelj i Andrej Mrvar.
- Američko matematičko društvo, MR Collaboration Distance. Pretraživanje za "Erdősovim brojem" i surađivačkoj udaljenosti između autora. Zahtijeva specijalan pristup.